# Dick Molyneux
Pour les articles homonymes, voir Molyneux.
Dick Molyneux, né en janvier 1858 et mort le 5 juin 1906, est un entraîneur anglais de football.

## Carrière
Il dirige Everton entre 1889 et 1901, puis Brentford de 1903 à 1906.
Il remporte le championnat d'Angleterre en 1891.